# 宋龙
宋龙（1989年8月20日—），中国足球运动员，司职中场，现效力于中超球队山东泰山。

## 职业生涯
宋龙出身自青岛海利丰青训体系，2010年初加盟青岛中能。2010年4月17日，他在青岛中能客场3比3战平辽宁宏运的比赛中首发并踢满全场，上演职业生涯的首秀。